# متسوطيات
المتسوطيات (الاسم العلمي:Callimastigales) هي رتبة من الفطريات تتبع الطائفة الأرومانية.

## التصنيف
- رتبة المتسوطيات
  - فصيلة المتسوطات
    - جنس المتسوطة
      - المتسوطة الصقلوبية
      - المتسوطة الجبهية